# Хрепьолка (присілок)
Хрепьолка (рос. Хрепёлка) — присілок у Лузькому районі Ленінградської області Російської Федерації.
Населення становить 42 особи. Належить до муніципального утворення Оредежське сільське поселення.

## Історія
Згідно із законом від 28 вересня 2004 року № 65-оз належить до муніципального утворення Оредежське сільське поселення.

## Населення
| 1884 | 1909 | 1926 | 1997 | 2007 | 2010 |
| ---- | ---- | ---- | ---- | ---- | ---- |
| 170  | ↗178 | ↗215 | ↘23  | ↘18  | ↗42  |